# Захаров, Фёдор Васильевич
Фёдор Васи́льевич Заха́ров (7 января 1896, Шалкино, Саратовская губерния — 1 марта 1968, Одесса) — советский военный деятель, генерал-майор (21 мая 1942 года).

## Биография
Фёдор Васильевич Захаров родился 7 января 1896 года в селе Шалкино (ныне — в Павловском районе Ульяновской области).

### Первая мировая и гражданская войны
В августе 1915 года был призван в ряды Русской императорской армии, учился в Чистопольской школе прапорщиков, после окончания которой в 1917 году был назначен на должность помощника командира роты. В декабре того же года в чине прапорщика был демобилизован из рядов армии.
В октябре 1918 года вступил в ряды РККА, служил инструктором Всевобуча Хвалынского уездного военкомата, с февраля 1919 — командиром батальона особого назначения.
С августа 1919 года служил в 442-й стрелковом полку (51-я стрелковая дивизия, Восточный фронт) командиром роты и казначеем полка; участвовал в боевых действиях в районах Тюмени и Тобольска, на реке Иртыш, а также в Петропавловской операции.
В июле 1920 года дивизия была передана в состав Юго-Западного фронта, и в августе того же года Ф. В. Захаров был назначен на должность чертёжника и казначея автомастерских 6-й армии, которая принимала участие в боевых действиях против войск под командованием генерала П. Н. Врангеля на каховском плацдарме и в Крыму.

### Межвоенное время
С декабря 1920 года служил в 456-м стрелковом полку (51-я стрелковая дивизия), где исполнял должности для поручений полка и командира роты.
В апреле 1923 года был направлен на учёбу на месячные курсы машинизации при 6-м стрелковом полку (6-й стрелковый корпус), после окончания которых в мае того же года был направлен в 95-ю стрелковую дивизию, где служил на должностях командира роты 152-го и 151-го стрелковых полков и помощник начальника штаба 151-го стрелкового полка. В апреле 1926 года был переведён в 285-й стрелковый полк этой же дивизии, где служил на должностях командира батальона, начальника штаба полка и начальника полковой школы.
В апреле 1931 года был назначен на должность помощника командира и командира 45-го стрелкового полка (15-я стрелковая дивизия, Украинский военный округ), в июле 1934 года — на должность помощника начальника штаба 100-й стрелковой дивизии, в июле 1937 года — на должность начальника учебного центра 6-го корпусного округа, а в декабре — на должность начальника Одесских курсов усовершенствования командного состава запаса.
Фёдор Васильевич Захаров в июне 1938 года был уволен из кадров РККА по ст. 43 п. «б», однако в ноябре того же года был восстановлен в рядах армии, после чего был назначен на должность начальника курсов усовершенствования начальствующего состава запаса Одесского военного округа.
После окончания Военной академии имени М. В. Фрунзе в декабре 1940 года был назначен на должность командира 15-й моторизированной дивизии (Одесский военный округ).

### Великая Отечественная война
С началом войны Захаров находился на прежней должности.
В августе 1941 года был назначен на должность командира 230-й стрелковой дивизии, ведшей оборонительные боевые действия по левому берегу Днепра северо-западнее Днепропетровска, где в течение августа — сентября сдерживала крупные силы войск противника, не давая ему форсировать реку.
В августе 1942 года генерал-майор Фёдор Васильевич Захаров был назначен на должность командира 2-й гвардейской стрелковой дивизии, принимавшей участие в боевых действиях по освобождению Нальчика и Ессентуков.
В октябре 1943 года был назначен на должность командира 22-го стрелкового корпуса, участвовавшего в ходе Житомирско-Бердичевской, Проскуровско-Черновицкой, Львовско-Сандомирской, Висло-Одерской и Нижне-Силезской наступательных операций.

### Послевоенная карьера
В июле 1945 года Захаров был назначен на должность заместителя командующего 5-й гвардейской армией, с января 1947 года состоял в распоряжении Управления кадров Сухопутных войск и в апреле того же года был назначен на должность начальника Одесского пехотного училища.
В июле 1951 года был направлен на учёбу на высшие академические курсы при Высшей военной академии имени К. Е. Ворошилова, после окончания которых в ноябре 1952 года был назначен на должность помощника командующего войсками Восточно-Сибирского военного округа по военно-учебным заведениям.
Генерал-майор Фёдор Васильевич Захаров в июле 1953 года вышел в запас. Умер 1 марта 1968 года в Одессе.

## Награды
- Орден Ленина;
- Пять орденов Красного Знамени;
- Орден Богдана Хмельницкого 1 степени;
- Орден Суворова 2 степени;
- Орден Кутузова 2 степени;
- Медали;
- Иностранный орден.

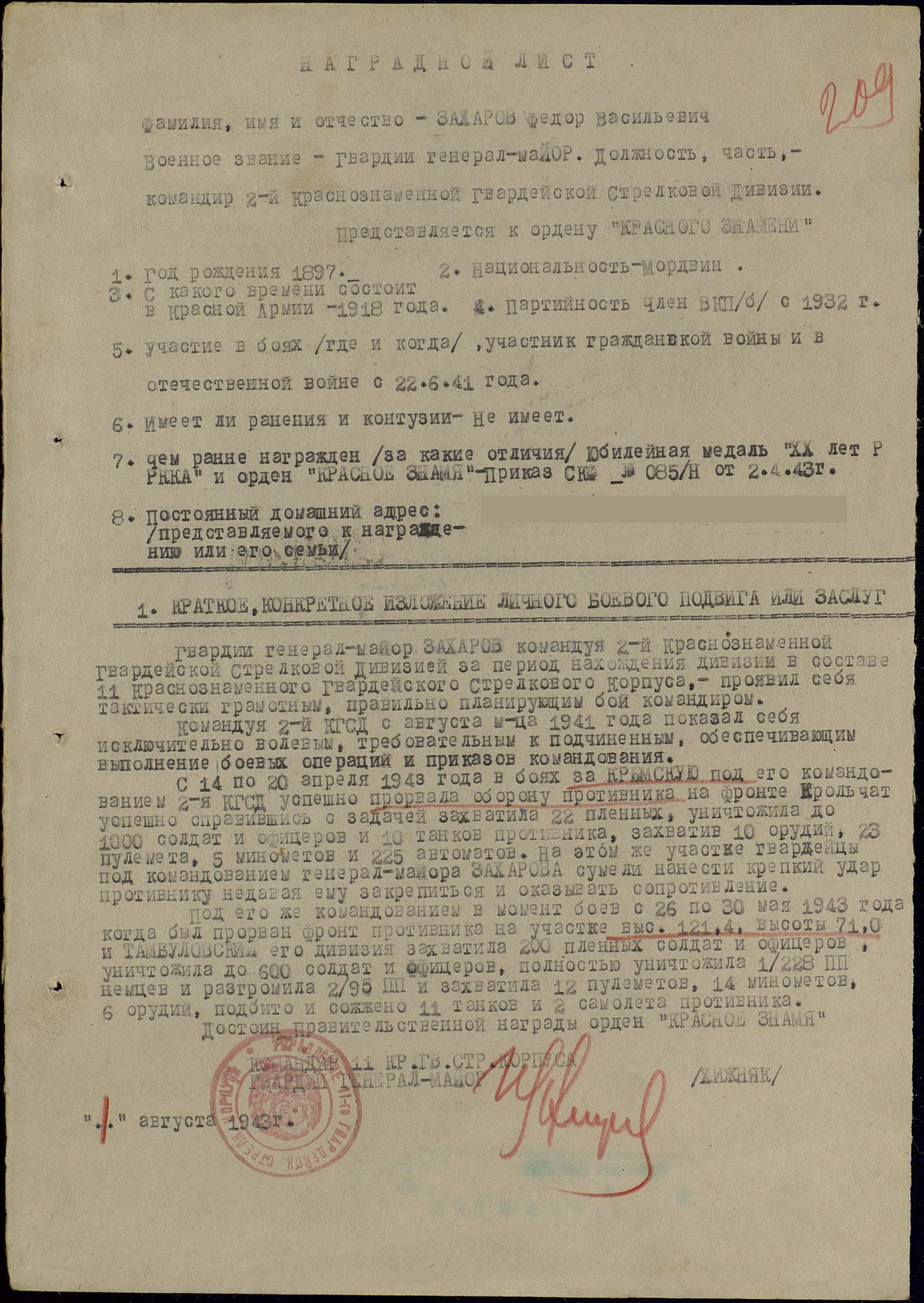
Приказ о награждении Захарова Федора Васильевича 1
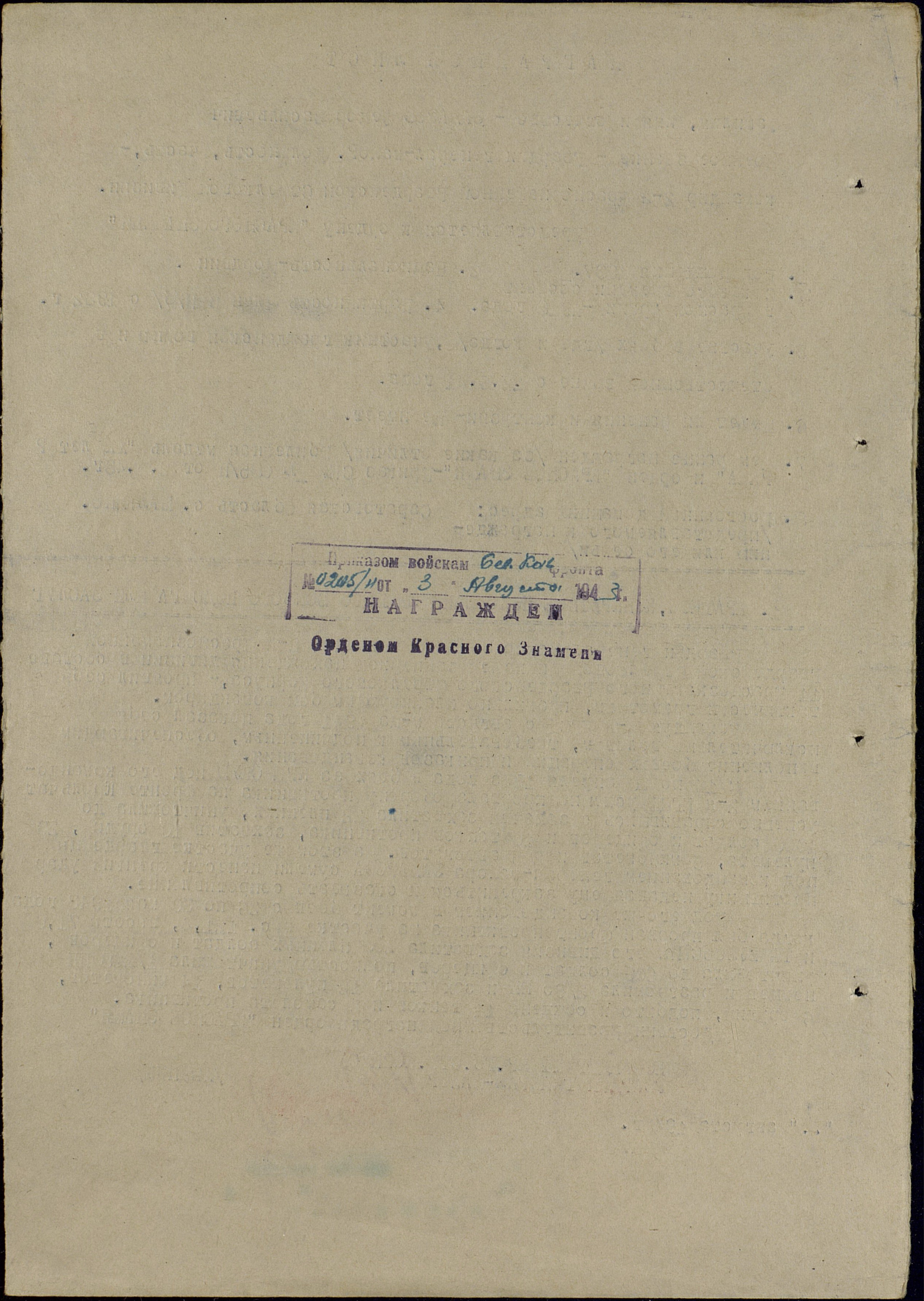
Приказ о награждении Захарова Федора Васильевича 2
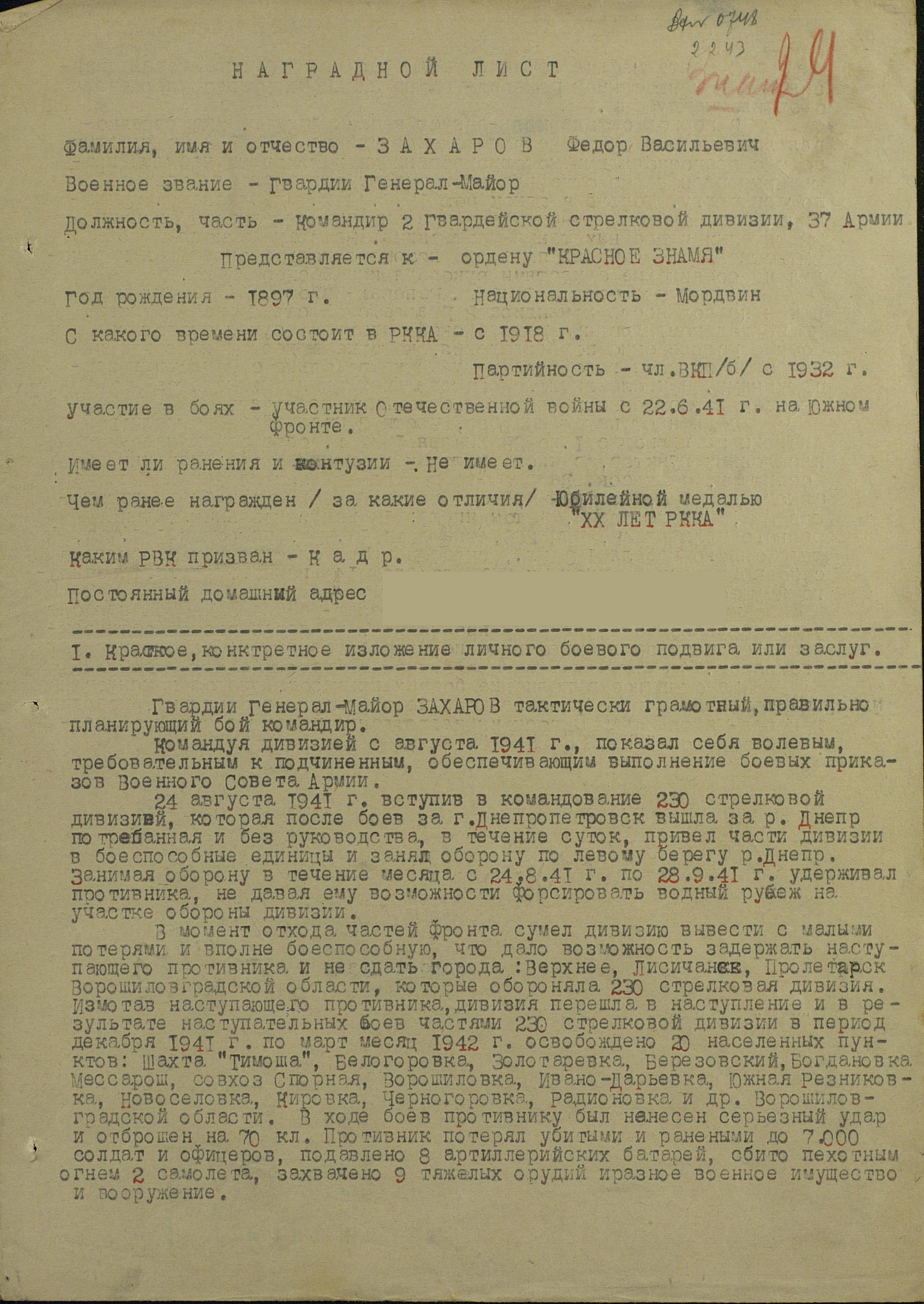
Приказ о награждении Захарова Федора Васильевича 3
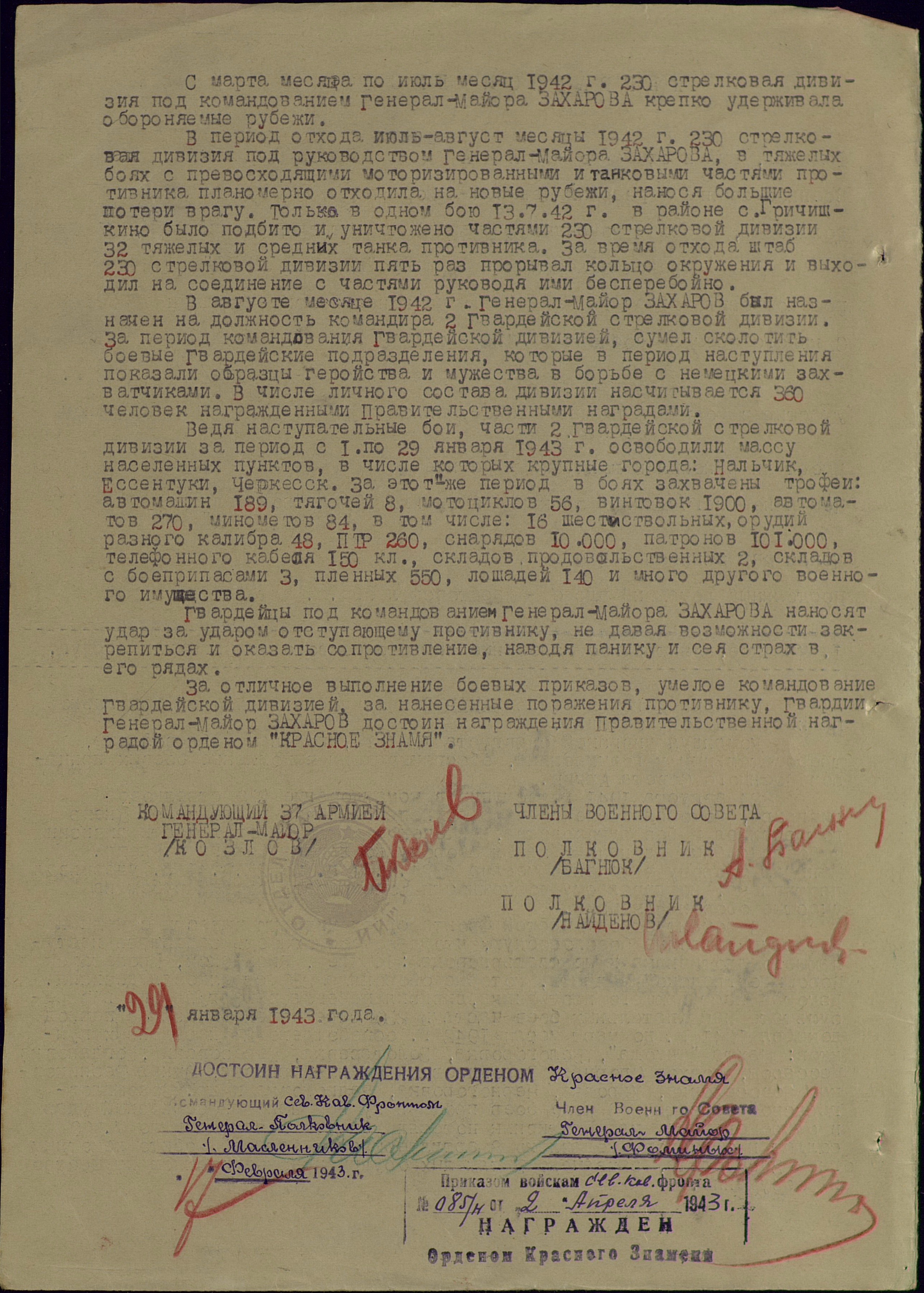
Приказ о награждении Захарова Федора Васильевича 4

## Память
- Улица в Нальчике названа его именем.